# Pkill

pkill este o comandă UNIX scrisă original pentru Solaris 7, ulterior implementată și pe celelalte sisteme UNIX. Ca și kill și killall, pkill este folosită pentru a trimite semnale unui proces.
pkill permite specificare procesului prin numele procesului, și permite folosirea expresiilor regulate și a altor criterii pentru desemnare a proceselor.

## Sintaxă
```
pkill [opțiuni] patern
```

unde patern este expresia regulată folosită pentru desemnarea procesului.
Dintre opțiunile cele mai des folosite amintim:
-signal - semnalul care este trimis procesului
-G gid - procese aparținând grupului de utilizatori specificat
-P pid - proces desemnat prin identificatorul de proces
-n - selectează numai cel mai recent proces de acest tip
-t term - procese pornite din terminalul specificat
-U uid - procese aparținând utilizatorului specificat

## Exemple
Oprește cel mai recent proces acroread
```
# pkill -n acroread
```

Trimite semnalul USR1 procesului acroread
```
# pkill -USR1 acroread
```